# 2017年伊朗城鄉議會選舉
2017年伊朗城乡议会选举在2017年5月19日举行，以产生新一届伊朗城乡议会，伊朗城乡议会继而选举伊朗各市市长。本次选举和伊朗总统选举同日举行。